# Cá song điểm gai
Cá song điểm gai, tên khoa học Epinephelus malabaricus, còn gọi là cá mú điểm gai, cá mú đầu vị, là một loài cá trong họ Cá mú. Loài cá mú này phân bố rộng trên khắp các vùng biển nhiệt đới của khu vực Indo-Tây Thái Bình Dương từ bờ biển phía đông của châu Phi đến quần đảo Tonga, Biển Đỏ.